# Centre de coordination des décisions opérationnelles
Le Centre de coordination des décisions opérationnelles (CCDO) est une unité d'élite ivoirienne composée de 750 hommes (issus des forces de police et de l’armée) placée sous la tutelle directe du ministère de l’Intérieur et hébergée dans ses locaux.
Ses missions sont la sécurité des sites stratégiques, la lutte contre le grand banditisme et le terrorisme. Elle est aussi destinée à garantir le maintien de la sûreté de l’Etat, à assurer une activité de renseignement et à intervenir dans la gestion des catastrophes naturelles. Le CCDO ne vient pas pour remplacer la police ou la gendarmerie mais pour les appuyer en cas de nécessité.
Le CCDO été créé par le président Alassane Ouattara le 11 mars 2013.
Son premier chef est l'ancien chef de guerre (comzone) Issiaka Ouattara alias Wattao.
Le CCDO a été accusé de ressembler à une unité très décriées, le Centre de commandement des opérations de sécurité (Cecos), clé de voûte sécuritaire du pouvoir précédent de Laurent Gbagbo.

## Historique
La première mission du CCDO en mars 2013 a été d'évacuer tous les barrages sauvages de militaires et de policiers qui rackettaient les populations à Abidjan la nuit.
Le 22 juillet 2014, son chef, Wattao, est limogé. Il est remplacé par le commandant Inza Fofana du bataillon blindé.
Le 11 mai 2017, la base du CCDO de l’école de police est attaquée.
Le 9 janvier 2018, l'antenne du CCDO à Bouaké a été pillé et incendié par des militaires ivoiriens mutinés. 